# Duiquer d'Abbott
El duiquer d'Abbott (Cephalophus spadix), conegut igualment com a minde en swahili, és un gran duiquer que viu al bosc, que només es troba en un parell d'enclavaments dispersos de Tanzània. Alguns opinen que es tracta d'una subespècie del duiquer de llom groc.
Els duiquers d'Abbott mesuren uns 65 cm d'alçada a l'espatlla i pesen aproximadament 55 kg. Tenen un pelatge de color marró fosc que és més clar a la par inferior. Tenen un floc vermell gran al front i unes llargues i primes banyes d'entre 8 i 12 cm de llarg.